# Nunavik
Nunavik (em inuktitut: ᓄᓇᕕᒃ) é uma região que compreende o terço setentrional da província de Quebec, Canadá, em Kativik, parte da região de Nord-du-Québec. Cobrindo uma área de terra de 443.684,71 quilômetros quadrados ao norte do paralelo 55, é a terra natal dos inuites de Quebec. Dos 12.090 habitantes (censo de 2011) da região, 90% são inuites.
Nunavik significa "grande terra" no dialeto local da língua inuktitut e os habitantes inuítes da região se chamam nunavimmiut. Até 1912, a região fazia parte do Distrito de Ungava nos Territórios do Noroeste.